# Sharoz Khan
Sharoz Khan (* 10. März 1997) ist ein pakistanischer Leichtathlet, der sich auf den Hochsprung spezialisiert hat und in dieser Disziplin den Landesrekord hält.

## Sportliche Laufbahn
Erste internationale Erfahrungen sammelte Sharoz Khan im Jahr 2019, als er bei den Asienmeisterschaften in Doha mit übersprungenen 2,00 m in der Qualifikationsrunde ausschied. Im Dezember belegte er bei den Südasienspielen in Kathmandu mit 2,04 m den fünften Platz. 2022 gelangte er bei den Islamic Solidarity Games in Konya mit 2,14 m auf Rang vier und im Jahr darauf wurde er bei den Hallenasienmeisterschaften in Astana mit 2,10 m Achter. Im Oktober gelangte er bei den Asienspielen in Hangzhou mit 2,10 m auf Rang zwölf. 2024 belegte er bei den Hallenasienmeisterschaften in Teheran mit 2,05 m den sechsten Platz.
2022 wurde Khan pakistanischer Meister im Hochsprung.

## Persönliche Bestleistungen
- Hochsprung: 2,14 m, 12. August 2022 in Konya (pakistanischer Rekord)
  - Hochsprung (Halle): 2,14 m, 11. Februar 2023 in Astana